# Centro sportivo Sabatino D'Angelo
Il centro sportivo Sabatino D'Angelo è un impianto sportivo polifunzionale situato a San Benedetto del Tronto, in provincia di Ascoli Piceno, e di proprietà del locale comune.

## Descrizione
Situato nel quartiere Agraria, vicino alla SS16, il centro sportivo è dotato di una palestra polivalente, inaugurata il 5 giugno 2005 in occasione della giornata Nazionale dello Sport.
Grande rilevanza ha la tensostruttura per la ginnastica inaugurata il 6 aprile 2008, costruita principalmente per la pratica della ginnastica artistica, la quale ospita varie attrezzature ginniche, quali, tra le altre, una pedana per il corpo libero, parallele simmetriche ed asimmetriche, anelli, cavallo con maniglie, tavola per il volteggio, trampolino elastico, travi d'equilibrio, la buca, spallone svedese.
La palestra viene utilizzata dalla World Sporting Academy, che ne rivendica la gestione; ospita raduni internazionali di ginnastica, tra cui quello pre-olimpico di Londra 2012 della nazionale italiana femminile e quello della nazionale russa nel 2014.
Qui è stata effettuata anche parte delle riprese della seconda stagione di Ginnaste - Vite parallele.
Le dimensioni del campo da gioco al chiuso sono circa 33x20 metri mentre l'altezza interna sotto trave è di 8 metri.
Nel centro sportivo si svolgono anche attività sportive dilettantistiche di pallavolo, pallacanestro, calcio a cinque. Vi si svolge anche attività motoria. Tutti i servizi sono privi di barriere architettoniche.
Dal mese di ottobre al mese di maggio ospita le attività del progetto "Guadagnare Salute" che promuove l'attività motoria degli anziani.
La palestra polivalente è utilizzata dall'Athena volley sbt a.s.d. per il volley giovanile.
Sono presenti nel Centro anche un campo di calcio a 11, un campo di calcio a 8 in erba sintetica e uno di calcio a 5 anch'esso in erba sintetica.
Il Centro sportivo S. D'Angelo è gestito dal 2007 dall'Agraria club asd.